# Serlone II d'Altavilla
Serlone d'Altavilla, conte di un quarto di Sicilia (fr.: Serlon de Hauteville; lat.: Sarlo/Serlo de Altavilla; Hauteville-la-Guichard, 1040 circa – Nissoria, 1072), è stato un cavaliere medievale normanno, secondo un'antica tradizione I conte di Geraci.

## Biografia

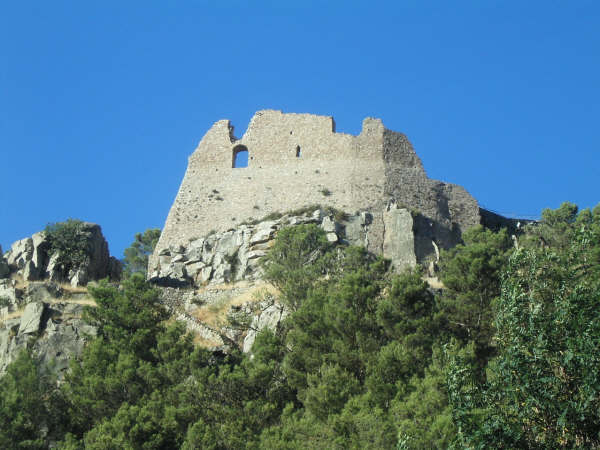
Castello di Geraci.

Serlone II d’Altavilla nacque intorno al 1040 dal matrimonio tra Sarlo I e la figlia del signore di Pirou. Serlone raggiunse intorno al 1056 i fratelli del padre, che a differenza di questi era rimasto in Normandia, nel meridione italiano, con lo scopo di dar man forte proprio agli zii nella guerra per la conquista della Sicilia. Nel 1060 fu nominato luogotenente dallo zio Roberto il Guiscardo e spesso dimorò presso lo zio Ruggero in Calabria, nella capitale Mileto. 
Serlone fu un abilissimo uomo d’armi, protagonista di molte imprese militari, spesso contro i saraceni, che evidenziarono il suo grande valore in battaglia. 
Nel 1063, quando Ruggero espugnò la città di Geraci Siculo, a seguito della battaglia di Cerami in cui Serlone si distinse valorosamente contro i saraceni, la diede in vassallaggio al nipote, originando la Contea di Geraci. A Cerami infatti, secondo Malaterra (cap. 33.)  trentasei cavalieri normanni guidati da Serlone tennero testa a tremila cavalieri musulmani, affiancati da molti fanti ("exceptis peditibus, quorum infinita erat multitudo"). Arrivati altri cento militi normanni di rinforzo, i normanni sbaragliarono i saraceni: si disse, a battaglia finita, che san Giorgio, risplendente di luce, aveva galoppato innanzi ai cristiani per guidarli alla vittoria.
Serlone fu investito della metà della contea di Sicilia, insieme al compagno d'armi Arisgot de Pucheuil. In un documento del 1081, Serlone donava all'abbazia della Santissima Trinità di Mileto diversi beni situati a Gerace, Soreto e Serrata, in Calabria.
Il Malaterra racconta che un giorno capitò a Serlone di salvare da morte certa un soldato musulmano, di nome Ibrahim, sorpreso da un gruppo di Cristiani. Ibrahim fu assai grato al cavaliere Normanno per aver risparmiato la sua vita, tanto che gli promise la sua fedeltà e soprattutto di avvertirlo delle mosse dei saraceni, per evitare che il suo esercito potesse essere vittima di incursioni a sorpresa. Nell'estate del 1072 Ibrahim informò Sarlo che una squadra araba di 7 cavalieri sarebbe passata da Cerami a Enna. Fidandosi del presunto amico egli si diresse alla rincorsa dei saraceni quasi disarmato, accompagnato da diversi compagni, pensando che la battaglia si sarebbe conclusa con una vittoria fulminea. Tuttavia Ibrahim aveva tradito la promessa fatta a Serlone, il quale infatti nei pressi di Nissoria incontrò uno schieramento di tremila arabi, ritrovandosi circondato nella valle del Salso, a breve distanza dalla confluenza del fiume Cerami. Nonostante apparentemente il suo destino fosse segnato, Serlone non si rassegnò alla morte e si arrampicò su una grande rupe, dove con la difesa naturale alle spalle fece strage di nemici. Dopo una strenua e valorosissima resistenza il cavaliere cristiano tuttavia morì. La storia narra che i saraceni ne mangiarono il cuore per incorporarne il coraggio e spedirono la testa al sultano Tamim ibn al-Mu'izz, che la fece sfilare, conficcata in una picca, per le strade di Mahdia.
Da allora la grande rupe d'arenaria sulla riva sinistra del Salso (sita nel territorio del comune di Nissoria), sulla quale i normanni avevano inciso una grande croce, fu chiamata dagli arabi “Hagar Sârlû”, "Rocca" o "Pietra di Serlone" (Rocca di Sarru nel dialetto locale). 
Serlone II sposò Altrude, la figlia di Rodolfo di Moulins, conte di Boiano, e - sempre secondo la tradizione - ebbe due figli: Eliusa d'Altavilla e Sarlo III d'Altavilla.

## Eredità
Alla morte di Serlone la sua vedova fu, per volontà di Ruggero I, data in moglie ad un altro cavaliere normanno di origine non nobili, Angelmaro (Ingelmarus), che ereditò tutti i feudi del defunto Sarlo e fu elevato a nobile. Tuttavia, passato non molto tempo, Angelmaro tentò di ribellarsi a Ruggero, che dopo averlo sconfitto, restituì alla vedova e ai figli i possedimenti del padre.
Geraci andò poi ai da Craon; nel XII secolo Guglielmo da Craon sposò Rocca, figlia di Eliusa e di Ruggero de Barneville.